# Reginald Rudorf
Reginald Rudorf (* 11. August 1929 in Hamburg; † 31. Mai 2008 in Alzenau bei Aschaffenburg) war ein deutscher Journalist, DDR-Dissident, Medienkritiker und Autor. Nach seiner Flucht aus der DDR wurde er 1975 Herausgeber des Mediendienstes rundy, der von seinem Sohn Tillmann weitergeführt wurde.

## Leben
Der in Leipzig aufgewachsene Gesellschaftswissenschaftler besuchte die Thomasschule und lehrte in Leipzig sowie Halle marxistische Ästhetik. Seit Beginn der 1950er Jahre stand Rudorf, der der SED angehörte, dem stalinistischen Kurs der Staatspartei immer kritischer gegenüber.
Neben der Lehrtätigkeit hielt Rudorf, der ein Anhänger des Jazz und der Gründer des Jazzkreises Leipzig war, Vorträge über diese Musikgattung und über die Kultur der USA. Er versuchte dem Jazz in der frühen DDR durch die Einordnung als originär proletarische Musik ideologischen Rückhalt zu schaffen und moderierte Jazzsendungen im Rundfunk. Zu Zeiten des Kalten Krieges waren seine Vortrags-Veranstaltungen gut besucht, seitens der SED-Kulturpolitiker jedoch unerwünscht. Es wurde daher versucht, sie durch Störaktionen zu unterbinden. Dabei wurde Rudorf 1956 krankenhausreif geschlagen.
Am 25. März 1957 wurde Rudorf von der Staatssicherheit verhaftet und am 29. August 1957 vom Strafsenat des Bezirksgerichts Leipzig wegen „Boykotthetze, konterrevolutionärer Tätigkeit sowie Beleidigung hoher Funktionäre der SED und der FDJ“ zu einer zweijährigen Zuchthausstrafe verurteilt. Diese verbüßte er in Waldheim und im Haftlager Röcknitz, wo er im dortigen Steinbruch arbeiten musste. Nach seiner Haftzeit floh Rudorf in den Westen und arbeitete für die ARD sowie die Frankfurter Allgemeine Zeitung, den Spiegel, Die Zeit, Die Welt, Bild sowie die Bunte und veröffentlichte in der neu-rechten Wochenzeitung Jungen Freiheit sowie Pardon. 1975 gründete er unter dem Namen „rundy“ einen der ersten Informationsdienste für die Medienbranche.

## Publikationen
- Jazz in der Zone , Kiepenheuer, Köln 1964
- Schach der Show. Über Lach- und Liedermacher in Deutschland. Breitkopf & Härtel, Wiesbaden 1974
- Nie wieder links, Berlin 1990
- Kopflos – die Vertreibung der Eliten, München 1996
- Die vierte Gewalt. Das linke Medienkartell., Frankfurt am Main/Berlin 1994
- Ton ab! Die Geschichte der Schallplatte in Deutschland 1877-1998
- Krenzfälle. Die Grenzen der Justiz, Homilius Verlag, Berlin 2002, ISBN 3-89706-893-1
- Zusammen mit Frank Farian und Dieter Kaltwasser: Stupid Dieser Bohlen. Die Wahrheit und nichts als die Wahrheit über den Pop-Hochstapler. Berlin 2004, ISBN 3-9809531-0-6

## Fernsehen
- Es führt kein Beat nach Bitterfeld, ARD-Hamburg 26. Oktober 1967 mit Brigitt Petry